# José Luis Appleyard
José Luis Appleyard (Asunción, 5 de mayo de 1927-ib., 1998) fue un poeta, dramaturgo, abogado, periodista y editor paraguayo. Considerado como uno de los miembros más representativos de la denominada "Academia Universitaria de Paraguay" (en la que entró bajo la protección del Padre César Alonso de las Heras) y del grupo generacional de los autores encuadrados bajo el marbete de "Promoción del 50".

## Infancia y juventud
Su educación primaria la hizo en la Escuela Normal de Profesores, y la primera parte de sus estudios secundarios los realizó en el Colegio San José de Asunción, concluyendo su bachillerato en el Colegio San Martín, de Buenos Aires, Argentina.
Optó al título de abogado por la Universidad Nacional de Asunción y se desempeñó por aproximadamente una década en su profesión, para luego volcarse de lleno al periodismo y a la poesía.

## Primeros pasos
Fue uno de los discípulos predilectos del culto sacerdote español César Alonso de las Heras, en el Colegio San José. El Padre Alonso es una figura fundamental en la difusión de la gran poesía española de las llamadas generaciones del ‘98 y del ‘27, y forjador de numerosos talentos para las letras paraguayas, desde la Academia Literaria del Colegio San José, primero, y luego desde la Academia Universitaria. De esta última institución, Appleyard fue presidente y activo referente.
Pertenece a la llamada “Generación del ‘50” en la poesía paraguaya, junto a José María Gómez Sanjurjo, Ricardo Mazó y Ramiro Domínguez, entre los representantes más notables de ese período.
Durante casi dos décadas hizo parte del cuerpo de periodistas del diario “La Tribuna”, de Asunción, medio de comunicación en el cual cumplió además las funciones de Jefe del Área Cultural y director del suplemento cultural de los días domingos. Fue editorialista en el influyente matutino asunceno y con el nombre de “Monólogos” publicó una columna que logró gran popularidad al encarar temas de actualidad candente escribiendo “como habla la gente” en el Paraguay. Trabajó asimismo en el vespertino “Última Hora”, donde su columna “Desde el tiempo que vivo” era uno de los más esperados por los miles de lectores del rotativo.
Invitado por varios gobiernos extranjeros, entre ellos los de Estados Unidos de Norteamérica y Alemania, visitó numerosos países, brindando charlas, conferencias y recitales con sus poemas.

## Trayectoria
Desempeñó funciones de Presidente del PEN Club del Paraguay y, siendo Miembro de Número de la Academia Paraguaya de la Lengua Española, fue secretario de la importante institución cultural.
El también poeta y crítico literario Roque Vallejos escribe en la nota introductoria del libro “José-Luis Apppleyard - Antología poética”, publicada en 1996: “...Tiene poemas de notable mordacidad social que habría querido Rafael Barrett incluirlos en sus “Moralidades actuales”. Tal su poema “Hay un sitio” que dice en uno de sus fragmentos: Hay sinónimos claros, transparentes: / ser libre es vegetar sin albedrío, / robar es trabajar, amor es odio, / y vivir es morir desguarnecido. / La soledad se llama compañía / y el traicionar, ser fiel a los amigos. / La novedad, vejez. Todo lo nuevo / tiene una oscura pátina de antiguo. Con sobriedad y sin arrebato, Appleyard describe con penetrante fidelidad y crudeza el estado de trabucamiento espiritual, el vaciamiento semántico de las palabras y los sentimientos embozados que instaló el largo régimen autoritario que entronizó en el país un clima deletéreo e irrespirable durante más de tres décadas. Un poeta que ha edificado toda su obra sobre el eje axial de la libertad no podría -ni lo ha intentado- propugnar una moral dogmática que fatalmente habría de llevarlo al mero prosaísmo doctrinal”.
Por su parte, Hugo Rodríguez-Alcalá, investigador insigne de la literatura paraguaya escribe: “Appleyard da a la estampa... el libro más bello de su promoción: Entonces era siempre. Entre los de la Academia Universitaria, Appleyard es el que desarrolla más cumplidamente los temas del grupo: la nostalgia de un tiempo ido, el amor adolescente, la magia de la niñez no muy lejana. Todos estos temas están en Entonces era siempre, poemario en que el poeta evoca la niñez -éste es el sentido de la palabra “entonces”- y el mundo mágico de los días felices de la inocencia de los juegos”.

## Su estilo
El propio poeta, en un breve escrito de junio de 1981 que abre su libro “Tomado de la mano”, en relación con sus poemas expresa: “Y es así como, tomado de la mano de ellos me he visto a mí mismo en una larga trayectoria de años, de días y de horas que me dieron un poco de todo.
En ese transitar apoyado en mis versos me he sentido triste y feliz, Me he sentido abrumado por la soledad y más aún por la compañía siempre pasajera. Me he visto niño en Areguá. Me he visto joven estudiante en Buenos Aires. Me he sentido de nuevo en la Academia Universitaria, esa hermosa experiencia que un grupo de amigos creara. Y también me he mirado a mí mismo, blancos ya los cabellos, cana la barba, así como soy hoy”. Y agrega: “Los ojos de quienes me lean no verán lo mismo. Pero puede ser que reconstruyan no mi imagen, sino un camino a cuyos bordes está siempre la vida. Si tal se logra, los versos habrán cumplido su misión de dejar algo de mi voz en estas páginas. Si no, seguirán siendo hijos, me fueron naciendo en la mayoría de los casos con dolorosa angustia, hijos míos que quedan indefensos, solos e indefensos de quien les dio la efímera o definitiva vida en un poema. Quedan con el lector, desamparadamente solos, esos poemas. Que ellos digan, si es que la tienen, su verdad”.

## Distinciones
En 1961 ganó el Premio Municipal de Teatro con el drama poético sobre la independencia del Paraguay al cual tituló “Aquel 1811”.

## Obras
Aunque ha escrito otras varias piezas breves, casi toda su producción teatral permanece inédita.
| Año  | Obras |
| ---- | --- |
| 1953 | “Poesía”, junto a otros miembros de la Academia Universitaria.                                                                  |
| 1963 | El poemario “Entonces era para siempre”, su primer libro (1963).                                                                |
| 1965 | “El sauce permanece” |
| 1965 | En narrativa es autor de una novela: “Imágenes sin tierra”                                                                      |
| 1971 | “Los monólogos” |
| 1978 | “Así es mi Nochebuena”. |
| 1981 | Libro en el cual figura el poema “Cigarra, tonta cigarra”, magníficamente musicalizado por Maneco Galeano, “Tomado de la mano”. |
| 1982 | “El labio y la palabra”. |
| 1983 | “Solamente los años. |
| 1983 | “La voz que nos hablamos” |

| Año  | Últimas publicaciones |
| ---- | --- |
| 1988 | “Las palabras secretas”, un poemario. |
| 1993 | “Desde el tiempo que vivo”, una serie de sesenta breves relatos poéticos en torno a los sucesos más significativos del segundo milenio de la Era Cristiana, libro que lo hizo acreedor del Premio Municipal de Literatura en 1994 |
| 1997 | Por su último libro, “Cenizas de la vida”, mereció el máximo galardón de las letras paraguayas, el Premio Nacional de Literatura que le confirió el Parlamento Paraguayo en ese mismo año.                                        |

## Últimos años
Falleció en Asunción en 1998.